# Dax McCarty
Michael Dax McCarty (* 30. April 1987 in Winter Park, Florida) ist ein ehemaliger US-amerikanischer Fußballspieler. Mit 522 Einsätzen ist McCarty der Spieler mit den drittmeisten Spielen in der MLS (Stand Saisonende Juni 2025).

## Karriere

### College
Dax McCarty spielte von 2004 bis 2005 für die Auswahlmannschaft der University of North Carolina at Chapel Hill. In diesen zwei Jahren absolvierte er 45 Spiele und erzielte dabei 4 Tore. 2005 wurde er in die beste Elf der Atlantic Coast Conference aufgenommen. Neben dem College spielte er für die Ajax Orlando Prospects in der USL Premier Development League.

### FC Dallas
Im MLS SuperDraft 2006 wurde er vom FC Dallas gedraftet und kam als Generation-Adidas-Spieler zu dem MLS-Franchise. Am 1. Juli 2006 gab er sein Debüt für die Texaner. Im Spiel gegen die Chivas USA wurde er in der 85. Minute eingewechselt.
In der Saison 2007 kam er zum ersten Mal von Beginn an zum Einsatz. Er erzielte insgesamt sieben Vorlagen während der Saison und war damit der erfolgreichste in der Mannschaft. Seit der Saison 2009 war McCarty Stammspieler im Mittelfeld von Dallas.
Am 24. November 2010 wurde er von den Portland Timbers in deren MLS Expansion Draft 2010 als erster Spieler ausgewählt. Die Timbers tauschten ihn anschließend gegen Rodney Wallace und übergaben ihren Pick in der vierten Runde beim MLS SuperDraft 2011.

### D.C. United
Bei der Mannschaft aus Washington, D.C. erhielt McCarthy einen Stammplatz und wurde Kapitän des Teams. Sein erstes Spiel absolvierte er am 7. Februar 2011 in einem Vorbereitungsspiel gegen die U-20 Nationalmannschaft Kanadas. Am 19. März 2011 gab er sein Ligadebüt für DC. Am 27. Juni 2011 wechselte er im Austausch gegen Dwayne De Rosario zu den New York Red Bulls.

### New York Red Bulls
Bei den Red Bulls absolvierte er am 2. Juli sein erstes Ligaspiel für seinen neuen Klub.

### Chicago Fire
Zur Saison 2017 wechselte McCarty zu Chicago Fire, wo er bis Ende 2019 spielte.

### Nashville SC
Im November 2019 wurde bekannt, dass McCarty zum neuen Franchise Nashville SC wechselt, wo er ab der Saison 2020 Stammkraft im Mittelfeld wurde.

### Atlanta United
Im Januar 2024 verpflichtete Atlanta United den inzwischen vereinslosen McCarty. Er erhielt einen Vertrag über ein Jahr mit einer Option für eine weitere Saison 2025. Im August 2024 gab McCarty seine bevorstehenden Rücktritt zum Ende der Saison 2024 bekannt.

### Des Moines Menace
Nach seinem Ende bei Atlanta United, wurde er Teil des USL League Two Teams Des Moines Menace, mit denen er unter anderem am US Open Cup 2025 teilnahm. Danach beendete er aber auch offiziell seine Spielerkarriere.

### Nationalmannschaft
Als Teil der USA U-20 nahm er 2007 an der Junioren-Fußballweltmeisterschaft in Kanada teil. Beim CONCACAF Men’s Pre-Olympic Tournament 2008, dem Qualifikationsturnier der CONCACAF für die Olympischen Sommerspiele 2008, erreichte er mit der U-23 der USA das Finale und wurde in die beste Elf des Turniers gewählt.
Mit der U-23 kam er bei den Olympischen Sommerspielen 2008 nicht über die Vorrunde hinaus.
Sein erstes Länderspiel für die Fußballnationalmannschaft der Vereinigten Staaten absolvierte er am 14. November 2009 gegen die Slowakei. In einem Freundschaftsspiel gegen Chile am 22. Januar 2011 war er Kapitän der Mannschaft. 2017 wurde McCarty vom damaligen Nationaltrainer Bruce Arena für den Gold Cup nominiert, wo er nach fünf Einsätzen in sechs Turnierspielen den größten Erfolg seiner Karriere feiern konnte. Im Oktober desselben Jahres bestritt er bei einem 4:0-Erfolg in der WM-Qualifikation gegen Panama sein 13. und letztes Länderspiel.

## Erfolge

### Verein
MLS Supporters’ Shield: 2013, 2015
Emirates Cup: 2011

### Nationalmannschaft
CONCACAF Gold Cup: 2017

### Individuell
MLS All-Star: 2015, 2017
MLS Best XI: 2015